# 拉昆 (肯塔基州)
拉昆（英語：Raccoon）為美國肯塔基州派克縣境內之非建制地區。地名取自於浣熊。

## 氣候
境內氣候全年相對高溫且降雨時空分布均勻，故根據柯本气候分类法，此區之氣候分類屬於副热带湿润气候（Cfa）。